# ISO 3166-2:CC
ISO 3166-2:СС — стандарт Международной организации по стандартизации, который определяет геокоды. Является подмножеством стандарта ISO 3166-2, относящимся к Кокосовым островам. Стандарт охватывает Кокосовые острова как внешнюю территорию Австралии. Геокод состоит  из кода Alpha2 по стандарту ISO 3166-1 для Кокосовых островов — СС. Геокод являются подмножеством кода домена верхнего уровня — СС, присвоенного Кокосовым островам в соответствии со стандартами ISO 3166-1.

## Геокоды Кокосовых островов
| Название          | Alpha2 | Alpha3 | цифровой | Геокод по ISO 3166-2 | Статус             |
| ----------------- | ------ | ------ | -------- | -------------------- | ------------------ |
| Кокосовые острова | CC     | CCK    | 166      | не присвоен          | внешняя территория |